# Hala dels Draps
L'Hala dels Draps, nom original del Palau Reial, en l'actual Pla de Palau de Barcelona, al qual donà nom. Després de diversos usos, finalment va ser destruït per un incendi el 1875.

## Història
L'edifici té el seu origen en el porxo del forment que el Consell de la Ciutat va construir l'any 1389, quan tenia una funció de compravenda de mercaderies. i a mitjan segle xv es construí, com a dipòsit, l'hala dels draps. L'edifici es va ampliar als segles següents, tenint altres funcions, com d'arsenal.
Josep de la Concepció reformà l'edifici entre 1663 i 1668, que es convertí en palau del Lloctinent de Catalunya i en ell s'hi allotjà l'Arxiduc Carles i la reina Elisabet Cristina de Brunsvic-Wolfenbüttel durant la Guerra de Successió espanyola. Fins a la dècada de 1980 un pont donava accés a la terrassa reial dins de la nau de l'església de Santa Maria del Mar.
Fou reformat pel comte de Roncali, que el dotà de façanes neoclàssiques el 1771 i el 1802 fou adequat per allotjar durant els mesos d'octubre i novembre Carles IV d'Espanya i la seva esposa Maria Lluïsa de Parma, que celebraven el doble casament del príncep Ferran i la Infanta Maria Isabel amb prínceps italians, incloent la construcció d'un efímer pont de fusta que el comunicava amb l'edifici de la Duana Nova, on s'allotjava part del seguici. El 1846, coincidint amb la visita d'Isabel II a Barcelona, es reformà altre cop l'edifici com a Palau Reial.
Amb el derrocament d'Isabel II d'Espanya es va convertir en un jutjat, i el 1875 un incendi va destruir l'edifici. Després de la Restauració borbònica, Alfons XII d'Espanya es va haver d'allotjar al Palau Moja en la visita de 1875. El 1889 l'Ajuntament de Barcelona convertí l'Arsenal de la Ciutadella en el nou Palau Reial.

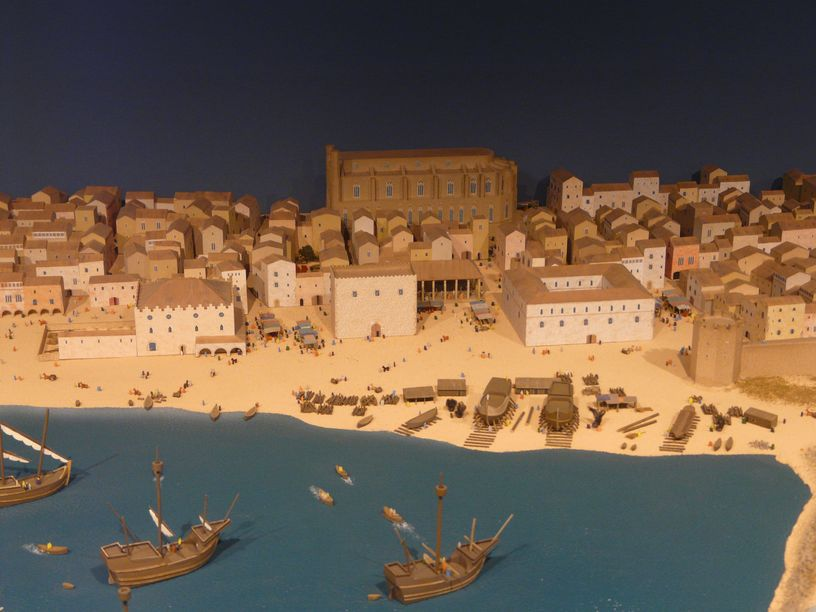
El Pla de Palau baixmedieval, en una maqueta que s'exposa al Museu Marítim de Barcelona

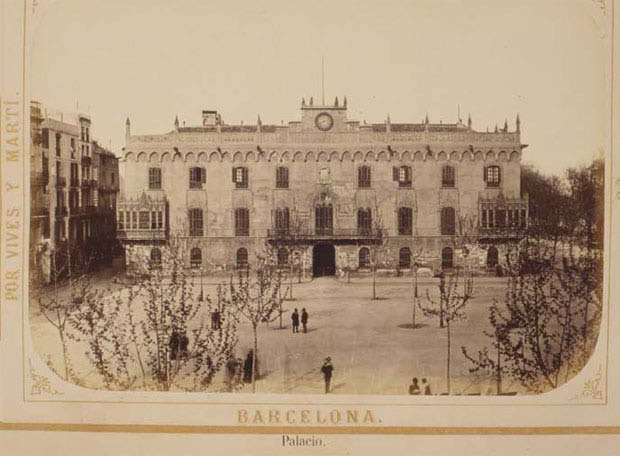
El Palau Reial cap al 1850, en una postal antiga

El seu record es manté en el nom del de Pla de Palau.